# Paige McPherson
Paige McPherson (* 1. Oktober 1990 in Abilene) ist eine US-amerikanische Taekwondoin. Sie startet in der Gewichtsklasse bis 67 Kilogramm.
McPherson trainiert unter Juan Moreno am Leistungszentrum in Miami. Sie kam mit sieben Jahren zum Taekwondo und nimmt seit 2007 an internationalen Wettkämpfen teil. Gleich zu Beginn ihrer sportlichen Karriere konnte sie zweimal Panamerikameisterin werden, zunächst 2007 in Daytona Beach im Juniorenbereich und im folgenden Jahr in Caguas im Erwachsenenbereich. Ihr bislang erfolgreichstes Jahr bestritt McPherson 2011. Bei den Panamerikanischen Spielen in Guadalajara gewann sie in der Klasse bis 67 Kilogramm die Silbermedaille und bei ihrer ersten Weltmeisterschaft in Gyeongju erreichte sie das Viertelfinale.
Schließlich konnte McPherson beim amerikanischen Olympiaqualifikationsturnier in Santiago de Querétaro das Finale erreichen und sich so für die Olympischen Spiele 2012 in London qualifizieren. Dort gewann sie die Bronzemedaille, nachdem sie sich 8:3 Punkten gegen Franka Anić durchsetzen konnte.
Bei den Weltmeisterschaften 2017 gewann sie die Silbermedaille.